# Albatros (okręt)
„Albatros” – nazwa noszona na przestrzeni dziejów przez szereg okrętów różnych państw:
- „Albatros” – francuska fregata typu Darien z lat 40. XIX wieku[1][2]
- „Albatros” – francuskie awizo z lat 80. XIX wieku[3]
- „Albatros” – rosyjski niszczyciel typu Sokoł z początku XX wieku (od 1902 roku „Podwiżnyj”)[4]
- „Albatros” – francuska jednostka ochrony rybołówstwa z początku XX wieku, od 1915 roku pomocniczy trałowiec[5]
- „Albatros”(inne języki) – włoski torpedowiec typu Pegaso(inne języki) z początku XX wieku i I wojny światowej[6]
- „Albatros” – rosyjski kuter trałowy typu Albatros z początku XX wieku i I wojny światowej[7]
- „Albatros” – holenderski okręt patrolowy z początku XX wieku[8][9]
- „Albatros” – niemiecki torpedowiec typu 1923 z lat 20. XX wieku[10]
- „Albatros”(inne języki) – francuski niszczyciel typu Aigle z okresu międzywojennego i II wojny światowej[11]
- „Albatros”(inne języki) – włoski ścigacz okrętów podwodnych z okresu międzywojennego i II wojny światowej[12]
- „Albatros” (F543) – włoska korweta typu Albatros(inne języki) z lat 50. XX wieku[13]
- „Albatros” – niemiecki ścigacz okrętów podwodnych projektu 201M(inne języki) z lat 60. XX wieku[14]
- „Albatros” (P681) – francuski okręt patrolowy z lat 80. XX wieku, ex-trawler „Névé”[15]
- „Albatros” (P6111) – niemiecki kuter rakietowy typu Albatros z lat 70. XX wieku, ex-S61, od 2005 roku ghański „Naa Gbewaa”[16]